# Undibacterium umbellatum
Undibacterium umbellatum es una bacteria gramnegativa del género Undibacterium. Fue descrita en el año 2021. Su etimología hace referencia a umbelado. Es aerobia y móvil por flagelo polar. Tiene un tamaño de 0,8-0,9 μm de ancho por 2,6-3,7 μm de largo. Forma colonias amarillas con un círculo opaco y rugoso. Temperatura de crecimiento entre 4-34 °C, óptima de 24 °C. Catalasa y oxidasa positivas. Es sensible a carbenicilina, ceftriaxona, cefoperazona, eritromicina y ciprofloxacino. Resistente a oxacilina, polimixina y clindamicina. Tiene un genoma de 6,46 Mpb y un contenido de G+C de 50,4%. Se ha aislado de un río en China. 